# Трубецкой, Пётр Петрович (1793)
Князь Пётр Петро́вич Трубецко́й (23 августа 1793—13 августа 1840) — участник Отечественной войны 1812 года, член Союза благоденствия, начальник Одесского таможенного округа, действительный статский советник.

## Биография
Князь Пётр Петрович был сыном нижегородского губернского предводителя дворянства князя Петра Сергеевича Трубецкого и Дарьи Александровны, светлейшей княжны Грузинской. По материнской линии — внук карталинского царевича Александра Бакаровича (сына царя Бакара III) и княжны Дарьи Александровны Меншиковой (внучки сподвижника Петра I). Брат декабриста Сергея Трубецкого и светской красавицы графини Елизаветы Потёмкиной.
Службу князь Трубецкой начал 26 марта 1811 года юнкером в лейб-гвардии Артиллерийской бригаде, с 30 июня 1811 года — портупей-юнкер, с 25 декабря 1811 года — прапорщик. Принимал участие в сражениях Отечественной войны 1812 года: при Бородино, Люцене, Дрездене, Лейпциге. С 2 апреля 1813 года — подпоручик, с 5 октября 1813 года «за отличие в сражении под Лейпцигом» поручик, определён во 2-й лейб-гвардии артиллерийскую бригаду — 15 февраля 1816 года, штабс-капитан — 5 февраля 1818 года, капитан — 16 марта 1818, полковник с переводом во 2-ю учебную роту — 14 ноября 1819, с 18 апреля 1820 переведён командиром во 2 легкую роту, 12 октября 1821 назначен «состоять по артиллерии». Трубецкой был адъютантом при князе А. Г. Щербатове, командовавшем корпусом в Киеве. В 1820—1822 годах был членом киевской масонской ложи «Соединённых славян».
Уволен от военной службы 27 января 1823 года для определения к статским делам. В июне 1822 года А. Я. Булгаков пишет из Москвы брату: «К вам едет князь Пётр Трубецкой, полковник артиллерийский, что женат на Бахметевой, — очень добрый малый; мы всё дуемся с ним в бильярд; ежели встретишь его случайно, то познакомься. Охотник страшный до бильярда и играет хорошо, и в какую цену угодно». Летом 1824 года князь П. П. Трубецкой был назначен начальником Одесского таможенного округа. С 1824 года — статский советник, впоследствии действительный статский советник.
Во время службы в Одессе Трубецкой общался с А. С. Пушкиным, который передавал с князем письма к друзьям, чтобы избежать перлюстрации. Княгиня В. Ф. Вяземская писала мужу: «Пушкин ждет отъезда Трубецкого, чтобы писать тебе. Что за голова и какой хаос в этой бедной голове! Часто он огорчает меня, но ещё чаще заставляет меня смеяться»
П. П. Трубецкой состоял членом Союза благоденствия:

Трубецкой, князь Пётр. Служивший в Одессе по таможенной части. По показаниям Бурцова, Никиты Муравьёва, Оболенского и Пущина, сей Трубецкой был членом Союза благоденствия, но уклонился и не участвовал в тайных обществах, возникших с 1821 года. Высочайше повелено оставить без внимания
В августе 1828 года К. Я. Булгаков писал брату: «Из Бухареста Яковенко мне пишет от 26 июля, что князь Трубецкой, твой знакомый, с которым мы играли здесь на биллиарде, когда он приезжал из Одессы, где управлял таможнею, совершенно умирает и едва ли проживет несколько дней. — харкает кровью и в крайнем уже был изнеможении…. Он находился при графе Палене. Жаль его, хороший человек; его Воронцов очень любил и всегда хвалил».
Князь Пётр Петрович Трубецкой скончался 13 августа 1840 года.

## Браки и дети
Первая супруга — Елизавета Николаевна Бахметева (1801—25.11.1825), дочь отставного поручика Николая Алексеевича Бахметева и княжны Варвары Фёдоровны Несвицкой, сестра гофмейстера Алексея Николаевича Бахметева. Умерла от родов в Одессе, где и была похоронена. В браке родились:
- Варвара (01.01.1822[8]—1900), замужем за графом Егором Петровичем Толстым (1803—1874);
- Дарья (1823—1906), замужем за князем Дмитрием Александровичем Оболенским (1822—1881);
- Агафоклея (Фёкла) (15.11.1824[9]—1905), крестница В. Д. Казначеевой, замужем за П. Н. Клушиным (1810—1886);
- Елизавета (17.11.1825[10]—1905), писательница; замужем за князем Сергеем Николаевичем Урусовым (1816—1886)[K 2];

Второй супругой (с июня 1826 года) — княжна Клеопатра Константиновна Гика. От этого брака был рано умерший сын Сергей (1827—1832).

## Награды
- Орден Святого Владимира 4-й степени с бантом,
- Орден Святой Анны 2-й и 4-й степеней,
- прусский орден За заслуги,
- серебряная и бронзовая медали 1812 года,
- серебряная медаль «За взятие Парижа 1814 года»[11].

### Комментарии
1. ↑  Этот год смерти указан в биографическом справочнике «Декабристы»[5]. Книга П. Н. Петрова «История родов русского дворянства» указывает 13 августа 1828 года[6]
2. ↑  В биографическом справочнике «Декабристы» указан Сергей Петрович Урусов[5]